# Mrázovce
Mrázovce (in ungherese Dér) è un comune della Slovacchia facente parte del distretto di Stropkov, nella regione di Prešov.